# Persone di nome Boris
| Questa pagina contiene informazioni ricavate automaticamente dalle voci biografiche con l'ausilio del template Bio e di un bot. L'aggiornamento è periodico e automatico e ricostruisce completamente la pagina. Se manca una persona in questa lista, sei pregato di non aggiungerla, ma accertati piuttosto che la sua voce biografica contenga il template Bio e che i dati anagrafici siano correttamente compilati. Se il template Bio manca, inseriscilo tu stesso o, in alternativa, metti l'avviso {{tmp\|Bio}} che ne segnala la mancanza. Se i dati riportati sono sbagliati, correggi direttamente la voce biografica; le modifiche saranno visibili in questa lista entro pochi giorni. Per chiarimenti vedi il progetto antroponimi. La lista contiene solo le 304 persone che sono citate nell'enciclopedia e per le quali è stato implementato correttamente il template Bio. Pagina aggiornata al 16 ott 2024. |

Questa è una lista di persone presenti nell'enciclopedia che hanno il prenome Boris, suddivise per attività principale.

## Allenatori di calcio(2)
- Boris Razinskij, allenatore di calcio e calciatore sovietico (Ljubercy, n. 1933 - Mosca, † 2012)
- Boris Smiljanić, allenatore di calcio, ex calciatore e dirigente sportivo svizzero (Baden, n. 1976)

## Allenatori di pallacanestro(1)
- Boris Zrinski, allenatore di pallacanestro sloveno (n. 1955)

## Allenatori di tennis(1)
- Boris Pašanski, allenatore di tennis e ex tennista serbo (Belgrado, n. 1982)

## Architetti(2)
- Boris Bernaskoni, architetto, ingegnere e editore russo (Mosca, n. 1977)
- Boris Iofan, architetto sovietico (Odessa, n. 1891 - Mosca, † 1976)

## Artisti(1)
- Boris Michajlov, artista e fotografo ucraino (Charkiv, n. 1938)

## Astronomi(1)
- Boris Satovskij, astronomo russo

## Attivisti(1)
- Boris Dittrich, attivista, politico e scrittore olandese (Utrecht, n. 1955)

## Attori(16)
- Boris Andreev, attore sovietico (Saratov, n. 1915 - Mosca, † 1982)
- Boris Blinov, attore sovietico (San Pietroburgo, n. 1909 - Alma-Ata, † 1943)
- Boris Alekseevič Chmelnickij, attore russo (n. 1940 - Mosca, † 2008)
- Boris Petrovič Čirkov, attore sovietico (Lozovaja-Pavlovka, n. 1901 - Mosca, † 1982)
- Boris Dobronravov, attore sovietico (Mosca, n. 1896 - Mosca, † 1949)
- Boris Dvornik, attore croato (Spalato, n. 1939 - Spalato, † 2008)
- Boris Kodjoe, attore e supermodello austriaco (Vienna, n. 1973)
- Boris Livanov, attore sovietico (Mosca, n. 1904 - Mosca, † 1972)
- Boris Semënovič Markov, attore e regista sovietico (Chodjakovo, n. 1924 - Mosca, † 1977)
- Boris McGiver, attore statunitense (Cobleskill, n. 1962)
- Boris Poslavskij, attore sovietico (n. 1897 - † 1951)
- Boris Ščukin, attore sovietico (Mosca, n. 1894 - Mosca, † 1939)
- Boris Smirnov, attore sovietico (San Pietroburgo, n. 1908 - Mosca, † 1982)
- Boris Tenin, attore sovietico (Kuzneck, n. 1905 - Mosca, † 1990)
- Boris Vasil'evič Tokarev, attore e regista sovietico (n. 1947)
- Boris Tolmazov, attore sovietico (Mosca, n. 1912 - Mosca, † 1985)

## Avventurieri(1)
- Boris Skosyrev, avventuriero russo (Vilnius, n. 1896 - Boppard, † 1989)

## Avvocati(1)
- Boris Alekseevič Miljutin, avvocato, scrittore e politico russo (Mosca, n. 1831 - San Pietroburgo, † 1886)

## Bassi(1)
- Boris Hristov, basso bulgaro (Plovdiv, n. 1914 - Roma, † 1993)

## Batteristi(1)
- Boris Williams, batterista inglese (Versailles, n. 1957)

## Biologi(1)
- Boris Balinsky, biologo e entomologo ucraino (Kiev, n. 1905 - Johannesburg, † 1997)

## Calciatori(48)
- Boris Alfaro, ex calciatore panamense (La Chorrera, n. 1988)
- Boris Arkad'ev, calciatore e allenatore di calcio sovietico (San Pietroburgo, n. 1899 - Mosca, † 1986)
- Boris Babic, calciatore svizzero (Walenstadt, n. 1997)
- Boris Bandov, ex calciatore jugoslavo (Livno, n. 1953)
- Boris Batanov, calciatore e allenatore di calcio sovietico (Mosca, n. 1934 - Mosca, † 2004)
- Boris Céspedes, calciatore boliviano (Santa Cruz de la Sierra, n. 1995)
- Boris Cmiljanić, calciatore montenegrino (Podgorica, n. 1996)
- Boris Čuchlov, ex calciatore e ex giocatore di calcio a 5 russo (Leningrado, n. 1960)
- Boris Diecket, ex calciatore ivoriano (Abidjan, n. 1963)
- Boris Enow, calciatore camerunese (n. 2000)
- Boris Gaganelov, calciatore bulgaro (Petrič, n. 1941 - Sofia, † 2020)
- Boris Galčev, ex calciatore bulgaro (Razlog, n. 1983)
- Boris Godál, calciatore slovacco (Trenčín, n. 1987)
- Boris González, ex calciatore cileno (Talca, n. 1980)
- Boris Hvojnev, ex calciatore bulgaro (Smoljan, n. 1967)
- Boris Hüttenbrenner, ex calciatore austriaco (Leoben, n. 1985)
- Boris Ignat'ev, ex calciatore e allenatore di calcio sovietico (Mosca, n. 1940)
- Boris Kabi, ex calciatore ivoriano (Yamoussoukro, n. 1984)
- Boris Kazakov, calciatore e allenatore di calcio sovietico (Samara, n. 1940 - † 1978)
- Boris Klaiman, calciatore israeliano (Vinnycja, n. 1990)
- Boris Kondev, ex calciatore bulgaro (Kjustendil, n. 1979)
- Boris Kopejkin, ex calciatore e allenatore di calcio sovietico (Čeljabinsk, n. 1946)
- Boris Kopitović, calciatore montenegrino (Podgorica, n. 1994)
- Boris Kopitović, calciatore montenegrino (Podgorica, n. 1995)
- Boris Kuznecov, calciatore sovietico (Mosca, n. 1928 - Mosca, † 1999)
- Boris Lambert, calciatore belga (Han-sur-Lesse, n. 2000)
- Boris Mahon de Monaghan, calciatore francese (Orléans, n. 1986)
- Boris Moltenis, calciatore francese (Belfort, n. 1999)
- Boris Moubhibo Ngonga, calciatore congolese (Repubblica del Congo) (n. 1988)
- Boris Nguéma, calciatore gabonese (Kango, n. 1984)
- Boris P'aich'adze, calciatore e allenatore di calcio sovietico (Chokhat'auri, n. 1915 - Tbilisi, † 1990)
- Boris Pandža, ex calciatore bosniaco (Mostar, n. 1986)
- Boris Popovic, calciatore francese (Tours, n. 2000)
- Boris Popovič, calciatore russo (n. 1896 - † 1943)
- Boris Pozdnjakov, ex calciatore sovietico (Mosca, n. 1962)
- Boris Prokopič, calciatore slovacco (Poprad, n. 1988)
- Boris Radunović, calciatore serbo (Belgrado, n. 1996)
- Boris Rieloff, calciatore cileno (Santiago del Cile, n. 1984)
- Boris Rotenberg, ex calciatore russo (Leningrado, n. 1986)
- Boris Sagredo, calciatore cileno (San Felipe, n. 1989)
- Boris Sekulić, calciatore serbo (Belgrado, n. 1991)
- Boris Singh Thangjam, calciatore indiano (Imphal, n. 2000)
- Boris Tatušin, calciatore e allenatore di calcio sovietico (Mosca, n. 1933 - Mosca, † 1998)
- Boris Varga, calciatore serbo (Vrbas, n. 1993)
- Boris Vasković, ex calciatore serbo (Sarajevo, n. 1975)
- Boris Vukčević, ex calciatore croato (Osijek, n. 1990)
- Boris Živanović, calciatore serbo (Belgrado, n. 1989)
- Boris Živković, ex calciatore croato (Živinice, n. 1975)

## Canottieri(1)
- Boris Dubrovskij, canottiere sovietico (Mosca, n. 1939 - † 2023)

## Cantanti(4)
- Boris Godjunov, cantante bulgaro (Pazardžik, n. 1941 - Sofia, † 2015)
- Boris Novković, cantante e compositore croato (Sarajevo, n. 1967)
- Boris Savoldelli, cantante italiano (Breno, n. 1970)
- Boris Pinhasovič Tomaševskij, cantante, attore e editore ucraino (Osytnyazhka, n. 1868 - Manhattan, † 1939)

## Cantautori(1)
- Boris Borisovič Grebenščikov, cantautore e chitarrista russo (Leningrado, n. 1953)

## Cestisti(13)
- Boris Bakić, ex cestista montenegrino (Titograd, n. 1986)
- Boris Barać, cestista croato (Mostar, n. 1992)
- Boris Beravs, ex cestista jugoslavo (Belgrado, n. 1953)
- Boris Bojanovský, cestista slovacco (Bratislava, n. 1993)
- Boris Dallo, cestista francese (Nantes, n. 1994)
- Boris Diaw, ex cestista francese (Cormeilles-en-Parisis, n. 1982)
- Boris Gorenc, ex cestista sloveno (Lubiana, n. 1973)
- Boris Kristančić, cestista e allenatore di pallacanestro jugoslavo (Skopje, n. 1931 - Lubiana, † 2015)
- Boris Lukášik, ex cestista cecoslovacco (Ružomberok, n. 1935)
- Boris Nachamkin, cestista statunitense (Brooklyn, n. 1933 - Poughkeepsie, † 2018)
- Boris Savović, cestista serbo (Trebigne, n. 1987)
- Boris Sokolovskij, ex cestista e allenatore di pallacanestro russo (Penza, n. 1953)
- Boris Tišma, cestista croato (Zagabria, n. 2002)

## Chimici(3)
- Boris Aleksandrovič Arbuzov, chimico sovietico (Novaja Aleksandrija, n. 1903 - † 1991)
- Boris Pavlovič Belousov, chimico e biofisico sovietico (Mosca, n. 1893 - Mosca, † 1970)
- Boris Vladimorovič Derjagin, chimico e fisico russo (Mosca, n. 1902 - † 1994)

## Ciclisti su strada(3)
- Boris Špilevskij, ex ciclista su strada russo (Mosca, n. 1982)
- Boris Vallée, ex ciclista su strada belga (Verviers, n. 1993)
- Boris Šuchov, ex ciclista su strada sovietico (Kodyma, n. 1947)

## Comici(1)
- Boris Makaresko, comico e cabarettista italiano (Belgrado, n. 1946 - Milano, † 2016)

## Compositori(5)
- Boris Vladimirovič Asaf'ev, compositore, scrittore e musicologo russo (San Pietroburgo, n. 1884 - Mosca, † 1949)
- Boris Blacher, compositore tedesco (Niu-chang, n. 1903 - Berlino, † 1975)
- Boris Papandopulo, compositore e direttore d'orchestra croato (Bad Honnef, n. 1906 - Zagabria, † 1991)
- Lalo Schifrin, compositore, arrangiatore e pianista argentino (Buenos Aires, n. 1932)
- Boris Tiščenko, compositore e pianista russo (Leningrado, n. 1939 - San Pietroburgo, † 2010)

## Cosmonauti(3)
- Boris Andreev, cosmonauta e ingegnere sovietico (Mosca, n. 1940 - Korolëv, † 2021)
- Boris Borisovič Egorov, cosmonauta e medico sovietico (Mosca, n. 1937 - Mosca, † 1994)
- Boris Valentinovič Volynov, cosmonauta sovietico (Irkutsk, n. 1934)

## Costituzionalisti(1)
- Boris Mirkine-Guetzévitch, costituzionalista russo (Kiev, n. 1892 - Parigi, † 1955)

## Danzatori(1)
- Boris Kniaseff, ballerino e pedagogo russo (San Pietroburgo, n. 1900 - Parigi, † 1975)

## Diplomatici(2)
- Boris Biancheri, diplomatico e scrittore italiano (Roma, n. 1930 - Roma, † 2011)
- Boris Alekseevič Kurakin, diplomatico russo (n. 1784 - Charkiv, † 1850)

## Direttori d'orchestra(1)
- Boris Ėmmanuilovič Chajkin, direttore d'orchestra bielorusso (Minsk, n. 1904 - Mosca, † 1972)

## Direttori della fotografia(2)
- Boris Brožovskij, direttore della fotografia sovietico (Mosca, n. 1935 - Mosca, † 2022)
- Boris Kaufman, direttore della fotografia russo (Białystok, n. 1897 - New York, † 1980)

## Disc jockey(1)
- Boris Brejcha, disc jockey e produttore discografico tedesco (Ludwigshafen am Rhein, n. 1981)

## Egittologi(1)
- Boris de Rachewiltz, egittologo, archeologo e etnologo italiano (Roma, n. 1926 - Castel Fontana, † 1997)

## Entomologi(1)
- Boris Petrovič Uvarov, entomologo russo (Oral, n. 1886 - Londra, † 1970)

## Esploratori(1)
- Boris Vladimirovič Davydov, esploratore russo (n. 1883 - Leningrado, † 1925)

## Filologi(2)
- Boris Viktorovič Tomaševskij, filologo, critico letterario e slavista russo (San Pietroburgo, n. 1890 - Gurzuf, † 1957)
- Boris Andreevič Uspenskij, filologo, slavista e mitografo russo (Mosca, n. 1937)

## Filosofi(3)
- Boris Nikolaevič Čičerin, filosofo russo (Tambov, n. 1828 - Mosca, † 1904)
- Boris Kagarlickij, filosofo e storico russo (Mosca, n. 1958)
- Boris Dmitrievič Parygin, filosofo russo (Leningrado, n. 1930 - San Pietroburgo, † 2012)

## Fisici(3)
- Boris Altshuler, fisico russo (Leningrado, n. 1955)
- Boris Podolsky, fisico russo (Taganrog, n. 1896 - Cincinnati, † 1966)
- Boris L'vovič Rozing, fisico, scienziato e docente russo (San Pietroburgo, n. 1869 - Archangel'sk, † 1933)

## Generali(4)
- Boris Dumenko, generale sovietico (Kazachi Jotumets, n. 1888 - Rostov sul Don, † 1920)
- Boris Vsevolodovič Gromov, generale e politico russo (Saratov, n. 1943)
- Boris Michajlovič Šapošnikov, generale e politico sovietico (Zlatoust, n. 1882 - Mosca, † 1945)
- Boris Petrovič Šeremetev, generale russo (Velikij Novgorod, n. 1652 - Mosca, † 1719)

## Giavellottisti(1)
- Boris Henry, ex giavellottista tedesco (Völklingen, n. 1973)

## Ginnasti(3)
- Boris Gregorka, ginnasta sloveno (Brežice, n. 1906 - Lubiana, † 2001)
- Boris Preti, ex ginnasta italiano (Gallarate, n. 1968)
- Boris Šachlin, ginnasta sovietico (Išim, n. 1932 - Kiev, † 2008)

## Giocatori di calcio a 5(2)
- Boris Kupeckov, ex giocatore di calcio a 5 russo (Leningrado, n. 1976)
- Boris Sanamé, giocatore di calcio a 5 cubano (n. 1974)

## Giocatori di football americano(1)
- Boris Bede, giocatore di football americano francese (Tolone, n. 1989)

## Giornalisti(1)
- Bobi Cankov, giornalista, scrittore e conduttore radiofonico bulgaro (Sofia, n. 1979 - Sofia, † 2010)

## Hacker(1)
- Tron, hacker tedesco (Berlino Ovest, n. 1972 - Berlino, † 1998)

## Hockeisti su ghiaccio(4)
- Boris Aleksandrov, hockeista su ghiaccio kazako (Öskemen, n. 1955 - † 2002)
- Boris Majorov, ex hockeista su ghiaccio sovietico (n. 1938)
- Boris Michajlov, ex hockeista su ghiaccio e allenatore di hockey su ghiaccio sovietico (Mosca, n. 1944)
- Boris Mironov, ex hockeista su ghiaccio russo (Mosca, n. 1972)

## Illustratori(1)
- Boris Vallejo, illustratore e pittore peruviano (Lima, n. 1941)

## Imprenditori(4)
- Boris Abramovič Berezovskij, imprenditore, politico e matematico russo (Mosca, n. 1946 - Sunninghill, † 2013)
- Boris Hagelin, imprenditore e inventore svedese (Adzhikend, n. 1892 - Zugo, † 1983)
- Boris Minc, imprenditore russo (Rîbnița, n. 1958)
- Boris Romanovič Rotenberg, imprenditore russo (Leningrado, n. 1957)

## Ingegneri(5)
- Boris Kapitanovič Aleksandrov, ingegnere sovietico (Vladikavkaz, n. 1889 - Mosca, † 1973)
- Boris Aleksandrovič Baranov, ingegnere sovietico (Sozinov, n. 1940 - Kiev, † 2005)
- Boris Andreevič Sacharov, ingegnere e compositore di scacchi russo (San Pietroburgo, n. 1914 - Mosca, † 1973)
- Boris Sergeevič Stečkin, ingegnere aeronautico sovietico (Trufanovo, n. 1891 - Mosca, † 1969)
- Boris Ivanovič Čeranovskij, ingegnere sovietico (Pavloviči, n. 1896 - Mosca, † 1970)

## Lottatori(3)
- Boris Gurevič, lottatore sovietico (Mosca, n. 1931 - Mosca, † 1995)
- Boris Gurevič, lottatore sovietico (Kiev, n. 1937 - Deerfield, † 2020)
- Boris Makoev, lottatore russo (n. 1993)

## Matematici(5)
- Boris Nikolaevič Delone, matematico sovietico (San Pietroburgo, n. 1890 - Mosca, † 1980)
- Boris Demidovič, matematico sovietico (Novogrudok, n. 1906 - Mosca, † 1977)
- Boris Galërkin, matematico e ingegnere sovietico (Polack, n. 1871 - Mosca, † 1945)
- Boris Kušner, matematico, poeta e saggista russo (n. 1941 - † 2019)
- Boris Trachtenbrot, matematico israeliano (Brichevo, n. 1921 - Rehovot, † 2016)

## Medici(1)
- Boris Vladimirovič Morukov, medico e cosmonauta russo (Mosca, n. 1950 - Mosca, † 2015)

## Mezzofondisti(1)
- Boris Berian, mezzofondista statunitense (Colorado Springs, n. 1992)

## Militari(2)
- Boris Annenkov, militare russo (Governatorato di Kiev, n. 1889 - Semej, † 1927)
- Boris Andreevič Golicyn, ufficiale russo (n. 1766 - † 1822)

## Musicisti(2)
- Boris Blank, musicista svizzero (Zurigo, n. 1952)
- Boris Jardel, musicista francese (Parigi, n. 1967)

## Musicologi(1)
- Boris Porena, musicologo e compositore italiano (Roma, n. 1927 - Cantalupo in Sabina, † 2022)

## Navigatori(1)
- Boris Andreevič Vil'kickij, navigatore, cartografo e geodeta russo (San Pietroburgo, n. 1885 - Bruxelles, † 1961)

## Nobili(3)
- Boris Colomanno, nobile ungherese (Rus' di Kiev)
- Boris Antonovič Četvertinskij, nobile e ufficiale russo (Przemyśl, n. 1784 - Mosca, † 1865)
- Boris Ivanovič Kurakin, nobile e ambasciatore russo (Mosca, n. 1676 - Parigi, † 1727)

## Nuotatori(2)
- Boris Nikitin, nuotatore sovietico (Tbilisi, n. 1938 - Tbilisi, † 1984)
- Boris Steimetz, ex nuotatore francese (Saint-Denis, n. 1987)

## Paleontologi(1)
- Boris Borisovič Rodendorf, paleontologo e entomologo sovietico (San Pietroburgo, n. 1904 - Mosca, † 1977)

## Pallamanisti(1)
- Boris Dvoršek, ex pallamanista e allenatore di pallamano croato (Zagabria, n. 1970)

## Pallanuotisti(6)
- Boris Gojchman, pallanuotista sovietico (Voznesens'k, n. 1919 - Mosca, † 2005)
- Boris Grišin, ex pallanuotista sovietico (Mosca, n. 1938)
- Boris Markarov, pallanuotista sovietico (Volchov, n. 1935 - San Pietroburgo, † 2023)
- Boris Popov, ex pallanuotista e allenatore di pallanuoto sovietico (n. 1941)
- Boris Popović, pallanuotista serbo (Belgrado, n. 1979)
- Boris Zloković, ex pallanuotista montenegrino (Herceg Novi, n. 1983)

## Partigiani(1)
- Boris Kidrič, partigiano e politico jugoslavo (Vienna, n. 1912 - Lubiana, † 1953)

## Pattinatori di velocità su ghiaccio(2)
- Boris Stenin, pattinatore di velocità su ghiaccio sovietico (Arti, n. 1935 - Mosca, † 2001)
- Boris Šilkov, pattinatore di velocità su ghiaccio sovietico (Arcangelo, n. 1927 - San Pietroburgo, † 2015)

## Pianisti(4)
- Boris Vadimovič Berezovskij, pianista russo (Mosca, n. 1969)
- Boris Berman, pianista e docente russo (Mosca, n. 1948)
- Boris Giltburg, pianista israeliano (Mosca, n. 1984)
- Boris Vsevolodovič Petrušanskij, pianista russo (Mosca, n. 1949)

## Piloti motociclistici(1)
- Boris Chambon, pilota motociclistico francese (Avignone, n. 1975)

## Pistard(1)
- Boris Vasil'ev, pistard russo (Mosca, n. 1937 - † 2000)

## Pittori(3)
- Boris Eflov, pittore russo (villaggio Selišče, Oblast di Jaroslavl', n. 1926 - Kostroma, † 2013)
- Boris Dmitrievič Grigor'ev, pittore, poeta e grafico russo (Rybinsk, n. 1886 - Cagnes-sur-Mer, † 1939)
- Boris Michajlovič Kustodiev, pittore e scenografo russo (Astrachan', n. 1878 - Leningrado, † 1927)

## Poeti(5)
- Boris Kochno, poeta, librettista e sceneggiatore russo (Mosca, n. 1904 - Parigi, † 1990)
- Boris Ryžij, poeta e geologo russo (Čeljabinsk, n. 1974 - Ekaterinburg, † 2001)
- Boris Abramovič Sluckij, poeta sovietico (Slavjansk-na-Kubani, n. 1919 - Tula, † 1986)
- Boris Vladimirovič Zachoder, poeta, scrittore e sceneggiatore sovietico (Kagul, n. 1918 - Mosca, † 2000)
- Boris Zajcev, poeta russo (Orël, n. 1881 - Parigi, † 1972)

## Politici(18)
- Bidzina Ivanishvili, politico e imprenditore georgiano (Chorvila, n. 1956)
- Boris Grigor'evič Jusupov, politico russo (n. 1695 - San Pietroburgo, † 1759)
- Boris Nikolaevič Jusupov, politico russo (n. 1794 - San Pietroburgo, † 1849)
- Boris Kollár, politico e imprenditore slovacco (Bratislava, n. 1965)
- Boris Ivanovič Morozov, politico russo (n. 1590 - † 1661)
- Boris Nadeždin, politico russo (Tashkent, n. 1963)
- Boris Nemcov, politico russo (Soči, n. 1959 - Mosca, † 2015)
- Boris Palmer, politico tedesco (Waiblingen, n. 1972)
- Boris Dmitrievič Pankin, politico e scrittore kirghiso (Biškek, n. 1931)
- Boris Pistorius, politico tedesco (Osnabrück, n. 1960)
- Boris Nikolaevič Ponomarëv, politico e storico sovietico (Zarajsk, n. 1905 - Mosca, † 1995)
- Boris Pugo, politico sovietico (Kalinin, n. 1937 - Mosca, † 1991)
- Boris Souvarine, politico, saggista e giornalista francese (Kiev, n. 1895 - Parigi, † 1984)
- Boris Tadić, politico serbo (Sarajevo, n. 1958)
- Boris Trajkovski, politico macedone (Monospitovo, n. 1956 - Mostar, † 2004)
- Boris Ulianich, politico, filosofo e storiografo italiano (Bogliuno, n. 1925 - Napoli, † 2023)
- Boris Vladimirovič Štjurmer, politico russo (Bežeck, n. 1848 - Pietrogrado, † 1917)
- Boris Evdokimovič Ščerbina, politico sovietico (Debal'ceve, n. 1919 - Mosca, † 1990)

## Principi(2)
- Boris Konstantinovič, principe russo (Suzdal', † 1393)
- Boris Vladimirovič Romanov, principe e generale russo (San Pietroburgo, n. 1877 - Parigi, † 1943)

## Produttori discografici(1)
- Netsky, produttore discografico, disc jockey e musicista belga (Edegem, n. 1989)

## Pugili(5)
- Boris Georgiev, pugile bulgaro (n. 1982)
- Boris Kuznecov, pugile sovietico (Astrachan', n. 1947 - † 2006)
- Boris Lagutin, pugile sovietico (Mosca, n. 1938 - Mosca, † 2022)
- Boris Nikolov, pugile bulgaro (Dobrič, n. 1929 - Sofia, † 2017)
- Boris Tišin, pugile sovietico (n. 1929 - † 1980)

## Registi(23)
- Boris Akopov, regista russo (Mosca, n. 1985)
- Boris Andreevič Babočkin, regista cinematografico sovietico (Saratov, n. 1904 - Mosca, † 1975)
- Boris Vasil'evič Barnet, regista e sceneggiatore sovietico (Mosca, n. 1902 - Riga, † 1965)
- Boris Alekseevič Buneev, regista cinematografico sovietico (Mosca, n. 1921 - Kamenka, † 2015)
- Boris Bušmelёv, regista sovietico (Mosca, n. 1937 - † 2020)
- Boris Cyretarovič Chalzanov, regista sovietico (n. 1938 - Ekaterinburg, † 1993)
- Boris Chlebnikov, regista russo (Mosca, n. 1972)
- Boris Genrichovič Dolin, regista sovietico (Sumy, n. 1903 - Mosca, † 1976)
- Boris Durov, regista sovietico (Slov"jans'k, n. 1937 - Mosca, † 2007)
- Boris Vladimirovič Ermolaev, regista sovietico (Almaty, n. 1938)
- Boris Frumin, regista sovietico (Riga, n. 1947)
- Boris Alekseevič Grigor'ev, regista sovietico (Irkutsk, n. 1935 - Mosca, † 2012)
- Boris Vladimirovič Jašin, regista sovietico (Baku, n. 1932 - Mosca, † 2019)
- Boris Ivanovič Jurcev, regista cinematografico sovietico (Mosca, n. 1900 - Mosca, † 1954)
- Boris Malagurski, regista, produttore cinematografico e sceneggiatore serbo (Subotica, n. 1988)
- Boris Naščёkin, regista sovietico (n. 1938 - Mosca, † 1993)
- Boris Ėduardovič Nirenburg, regista sovietico (n. 1911 - † 1986)
- Boris Vladimirovič Rycarev, regista sovietico (Mosca, n. 1930 - Mosca, † 1995)
- Boris Sagal, regista, produttore televisivo e sceneggiatore statunitense (Ekaterinoslav, n. 1923 - Portland, † 1981)
- Boris Stepancev, regista sovietico (Mosca, n. 1929 - Mosca, † 1983)
- Boris Nikolaevič Svetlov, regista cinematografico russo (Orenburg, n. 1880 - Barnaul, † 1943)
- Boris Izrailevič Volček, regista sovietico (Vicebsk, n. 1905 - Mosca, † 1974)
- Boris Vital'evič Čajkovskij, regista cinematografico russo (Varsavia, n. 1888 - Varsavia, † 1924)

## Saggisti(2)
- Boris Bakal, saggista, regista e attore croato (Zagabria, n. 1959)
- Boris Gombač, saggista e storico sloveno (Hrušica, n. 1951)

## Scacchisti(7)
- Boris Avrukh, scacchista israeliano (Karaganda, n. 1978)
- Boris Gračëv, scacchista russo (Mosca, n. 1986)
- Boris Francevič Gul'ko, scacchista statunitense (Erfurt, n. 1947)
- Boris Khanukov, scacchista ucraino (Charkiv, n. 1939 - Colonia, † 2023)
- Boris Savčenko, scacchista russo (Leningrado, n. 1986)
- Boris Spasskij, scacchista russo (Leningrado, n. 1937)
- Boris Čatalbašev, scacchista bulgaro (Pleven, n. 1974)

## Scenografi(3)
- Boris Aronson, scenografo russo (Kiev, n. 1898 - New York, † 1980)
- Boris Bilinskij, scenografo e costumista russo (Bender, n. 1900 - Catania, † 1948)
- Boris Leven, scenografo russo (Mosca, n. 1908 - Los Angeles, † 1986)

## Schermidori(4)
- Boris Koreckij, ex schermidore sovietico (Baku, n. 1961)
- Boris Lukomskij, ex schermidore sovietico (n. 1951)
- Boris Mel'nikov, schermidore sovietico (Leningrado, n. 1938 - San Pietroburgo, † 2022)
- Boris Sanson, schermidore francese (Pessac, n. 1980)

## Sciatori alpini(1)
- Boris Strel, sciatore alpino sloveno (Žiri, n. 1959 - Škofja Loka, † 2013)

## Scrittori(9)
- Boris Akunin, scrittore russo (Zestaponi, n. 1956)
- Boris Izaguirre, scrittore e conduttore televisivo venezuelano (Caracas, n. 1965)
- Boris Andreevič Lavrenëv, scrittore e commediografo sovietico (Cherson, n. 1891 - Mosca, † 1959)
- Boris Pahor, scrittore sloveno (Trieste, n. 1913 - Trieste, † 2022)
- Boris Pasternak, scrittore e poeta russo (Mosca, n. 1890 - Peredelkino, † 1960)
- Boris Andreevič Pil'njak, scrittore russo (Možajsk, n. 1894 - Mosca, † 1938)
- Boris Nikolaevič Polevoj, scrittore e giornalista sovietico (Mosca, n. 1908 - Mosca, † 1981)
- Boris Savinkov, scrittore, rivoluzionario e politico russo (Charkiv, n. 1879 - Mosca, † 1925)
- Boris Vian, scrittore, paroliere e drammaturgo francese (Ville-d'Avray, n. 1920 - Parigi, † 1959)

## Scultori(2)
- Boris Ivanovič Orlovskij, scultore russo (n. 1791 - San Pietroburgo, † 1837)
- Boris Schatz, scultore lituano (Varniai, n. 1867 - Denver, † 1932)

## Sollevatori(1)
- Boris Selickij, ex sollevatore sovietico (Leningrado, n. 1938)

## Sovrani(4)
- Boris I di Bulgaria, sovrano (Preslav, † 907)
- Boris III di Bulgaria, sovrano bulgaro (Sofia, n. 1894 - Sofia, † 1943)
- Boris Fëdorovič Godunov, sovrano russo (Vjaz'ma, n. 1552 - Mosca, † 1605)
- Boris II di Bulgaria, sovrano bulgaro († 977)

## Stilisti(1)
- Boris Bidjan Saberi, stilista tedesco (Monaco di Baviera, n. 1978)

## Storici(4)
- Boris Artem'evič Čorikov, storico e pittore russo (n. 1802 - † 1866)
- Boris Michajlovič Ėjchenbaum, storico e critico letterario sovietico (Voronež, n. 1886 - Leningrado, † 1959)
- Boris Aleksandrovič Turaev, storico, egittologo e orientalista russo (Navahrudak, n. 1868 - Pietrogrado, † 1920)
- Boris Leonidovič Vjazemskij, storico, naturalista e ornitologo russo (San Pietroburgo, n. 1883 - Grjazi, † 1917)

## Storici dell'arte(1)
- Boris Groys, storico dell'arte tedesco (Berlino Est, n. 1947)

## Tennisti(1)
- Boris Becker, ex tennista e allenatore di tennis tedesco (Leimen, n. 1967)

## Tiratori a segno(1)
- Boris Kokorev, tiratore a segno russo (Tbilisi, n. 1959 - Mosca, † 2018)

## Velocisti(1)
- Boris Tokarev, velocista sovietico (Nevinnomyssk, n. 1927 - Mosca, † 2002)

## Violinisti(4)
- Boris Davidovič Belkin, violinista russo (Sverdlovsk, n. 1948)
- Boris Goldstein, violinista e insegnante sovietico (Odessa, n. 1922 - Hannover, † 1987)
- Boris Gutnikov, violinista sovietico (Vicebsk, n. 1931 - Leningrado, † 1986)
- Boris Schwarz, violinista, musicologo e insegnante statunitense (San Pietroburgo, n. 1906 - New York, † 1983)

## Violisti(1)
- Boris Kroyt, violista e violinista ucraino (Odessa, n. 1897 - New York, † 1969)

## Violoncellisti(1)
- Boris Hambourg, violoncellista russo (Voronež, n. 1885 - Toronto, † 1954)

## Senza attività specificata(3)
- Boris e Gleb,  russo (Kiev - † 1015)
- Boris Efimov, vignettista sovietico (Kiev, n. 1900 - Mosca, † 2008)
- Boris Isačenko, ex arciere sovietico (Brėst, n. 1958)